# Wilhelm Albert
Wilhelm Albert (24 de abril de 1917 - 15 de dezembro de 2004) foi um oficial alemão que serviu no Deutsches Heer durante a Segunda Guerra Mundial. Foi condecorado com a Cruz de Cavaleiro da Cruz de Ferro.

## Carreira militar

### Patentes
| Unteroffizier            |                        |
| Leutnant der Reserve     | 1 de novembro de 1940  |
| Oberleutnant der Reserve | 20 de novembro de 1942 |
| Hauptmann der Reserve    |                        |

### Condecorações
| Cruz de Ferro 2ª Classe            |                     |
| Cruz de Ferro 1ª Classe            | 14 de julho de 1941 |
| Distintivo de feridos em Ouro      |                     |
| Cruz Germânica em Ouro             | 27 de julho de 1944 |
| Cruz de Cavaleiro da Cruz de Ferro | 27 de julho de 1944 |